# Genaro Castro Iglesias
Genaro Cornelio Castro Iglesias (Cajamarca, 1865 - París, 17 de agosto de 1930) fue un banquero, hacendado y político peruano. Fue alcalde del distrito de Miraflores en Lima entre 1915 y 1917, durante el gobierno del presidente José Pardo y Barreda.

## Biografía
Los orígenes de la familia Castro Iglesias se remontan a la época virreinal en el Perú. Entre sus ancestros destacan Cristóbal de Castilla y Guzmán, marqués de Otero y descendiente del rey Pedro I de Castilla, y Luis de Santa Cruz Padilla y Vera, conde de San Juan de Lurigancho, quienes recibieron títulos nobiliarios por servicios prestados a la Corona española.
Fue hijo de Mariano Castro Zaldívar, distinguido diplomático y político peruano, quien combatió en la Batalla de San Pablo y ocupó varios cargos ministeriales durante el gobierno de su cuñado, el presidente Miguel Iglesias. Además, fue uno de los firmantes del Tratado de Ancón el 20 de octubre de 1883, junto al excanciller José Antonio de Lavalle, y colaboró en su implementación con Eugenio Larrabure y Unanue, logrando la paz definitiva con Chile tras la Guerra del Pacífico.
Su madre, María Rosario Iglesias Pino de Arce, era hermana del presidente Miguel Iglesias. Su hermana, Mavila Castro Iglesias, contrajo matrimonio con el coronel Vidal García y García, vencedor en el Combate del 2 de mayo de 1866, presidente de la Asamblea de Montán y ministro plenipotenciario en Chile. Vidal García y García era además hermano del diplomático José Antonio García y García y de los marinos Aurelio y Guillermo García y García.
El 25 de julio de 1903 contrajo matrimonio con la dama chilena Aurora Thorndike Mathieu, hija de John L. Thorndike, ingeniero norteamericano que se estableció en el Perú para construir, junto a Henry Meiggs, los puentes del Ferrocarril Central en los Andes. Thorndike también fue presidente del Phoenix Club y tuvo diversas inversiones ferroviarias en la región.

## Vida profesional
En 1922 fue nombrado director del Banco de Reserva del Perú, integrando su primer directorio tras la fundación de la institución como organismo regulador del sistema crediticio durante el Oncenio del presidente Augusto B. Leguía. Compartió el directorio con Eulogio Romero Salcedo (presidente), Eulogio Fernandini de la Quintana (vicepresidente) y Juan Francisco Raffo (representante del Banco Italiano), entre otros destacados empresarios y banqueros.
Fue propietario de vastas tierras e inversiones agrícolas en el departamento de Cajamarca, heredadas de sus padres. Entre las ramas familiares de los Castro y los Iglesias, la familia poseía aproximadamente 267,381 hectáreas, lo que representaba cerca del 8 % de todo el territorio departamental. Junto con la familia Puga, los Castro se contaban entre los principales terratenientes de la región. Entre sus propiedades destacó la hacienda Lives, un latifundio de 50,000 hectáreas donde introdujo toros de raza suiza. Sin embargo, años después vendió sus tierras en Cajamarca y adquirió la hacienda La Palma, ubicada en el actual distrito de Miraflores, donde ejerció como alcalde entre 1915 y 1917, durante el gobierno del presidente José Pardo y Barreda.
La hacienda La Palma tuvo relevancia histórica al ser escenario de la Batalla de La Palma, ocurrida el 5 de enero de 1855 durante la revolución liberal encabezada por Ramón Castilla contra el presidente José Rufino Echenique, hecho que consolidó la victoria de las fuerzas revolucionarias y permitió importantes reformas políticas. Décadas después, en la Batalla de Miraflores durante la Guerra del Pacífico, los terrenos del antiguo fundo La Palma albergaron el Reducto n.º 4, ocupado por el Batallón n.º 8 bajo el mando de Juan de Dios Rivero, quien se desempeñaba como jefe del Ministerio de Hacienda, junto a funcionarios del Estado peruano.
Posteriormente, la hacienda fue urbanizada por su yerno, Javier García Castro, hijo del coronel Vidal García y García, quien nombró una de las calles en honor a su tío Genaro Castro Iglesias y denominó la urbanización Aurora en homenaje a su tía.

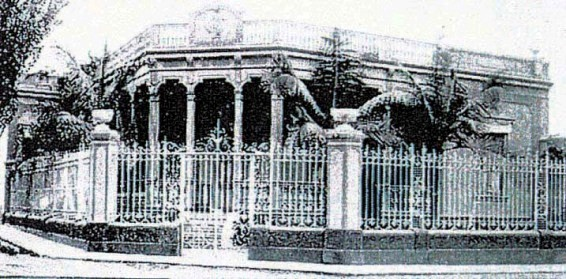
La residencia de Genaro Castro Iglesias ubicada en el Miraflores, frente al Parque Central.

Residió junto a su familia en la actual Casa García Alvarado, un chalet inicialmente diseñado y construido en 1912 por el arquitecto Rozzaga, ubicado frente al actual Parque Kennedy, sobre la avenida José Larco, a pocos metros del Palacio Municipal de Miraflores. La casa fue remodelada en 1932 por el arquitecto Luis Santistevan Benavides y hoy es considerada monumento integrante del Patrimonio Cultural de la Nación.
Sus restos reposan en el Cementerio Presbítero Matías Maestro, en Barrios Altos, Lima.